# قطنا (شهر باستانی)
قطنا (به عربی: قطنا) یک محوطه باستانی و تل (باستان‌شناسی) در سوریه است که در استان حمص واقع شده‌است.